# Sarcophaga fenchihuensis
Sarcophaga fenchihuensis är en tvåvingeart som beskrevs av Sugiyama 1987. Sarcophaga fenchihuensis ingår i släktet Sarcophaga och familjen köttflugor.
Artens utbredningsområde är Taiwan. Inga underarter finns listade i Catalogue of Life.